# Margaret Sanger Clinic
El Margaret Sanger Clinic  es un edificio histórico ubicado en Nueva York, Nueva York. El Margaret Sanger Clinic se encuentra inscrito como un Hito Histórico Nacional en el Registro Nacional de Lugares Históricos desde el 14 de septiembre de 1993. Edward Mesier fue el arquitecto del Margaret Sanger Clinic.

## Ubicación
El Margaret Sanger Clinic se encuentra dentro del condado de Nueva York en las coordenadas 40°44′17″N 73°59′39″O / 40.738056, -73.994167.